# Девід Остін
Девід Чарльз Хеншоу Остін (англ. David Charles Henshaw Austin; 16 лютого 1926, Альбрайтон, Шропшир, Велика Британія — 18 грудня 2018) — британський селекціонер троянд, відомий завдяки створенню особливої групи троянд, відомих як «англійські троянди». Він об'єднав красу старовинних сортів троянд з різноманітними ароматами, формами й кольорами сучасних сортів.

## Біографія
Девід Остін народився 16 лютого 1926 року в місті Альбрайтон, графство Шропшир, Велика Британія. У молодості він зацікавився садівництвом і вирощуванням троянд. Попри те, що Девід Остін не мав формальної освіти в галузі селекції, його особистий інтерес і натхнення привели до того, що він почав експериментувати з виведенням нових сортів троянд.

## Селекція троянд
У 1961 році Остін випустив свій перший сорт троянд під назвою «Constance Spry». Цей сорт започаткував серію його знаменитих «англійських троянд», які поєднували в собі старовинну естетику та сучасні переваги, такі як повторне цвітіння. Девід Остін працював над створенням троянд протягом більше ніж 50 років, вивівши понад 200 сортів.

### Основні досягнення:
- У 1983 році Остін представив свої перші колекції англійських троянд на виставці Chelsea Flower Show.
- Його троянди відзначалися як своєю красою, так і витривалістю, що зробило їх популярними серед садівників по всьому світу.
- Серед відомих сортів англійських троянд — «Graham Thomas», «Gertrude Jekyll», «Pat Austin» та «Munstead Wood».

## Спадок
Девід Остін отримав численні нагороди за свої досягнення в галузі селекції троянд, зокрема Королівську Вікторіанську медаль (Royal Victorian Medal) і Орден Британської імперії (OBE). Його троянди вирощують у садах по всьому світу, і його ім'я стало синонімом високоякісних декоративних троянд.
У 1990-х роках він відкрив David Austin Roses Ltd, компанію, що спеціалізується на продажу його троянд, яка працює й донині.
Девід Остін помер 18 грудня 2018 року у віці 92 років.

## Відомі сорти троянд
- Constance Spry (1961)
- Graham Thomas (1983)
- Gertrude Jekyll (1986)
- Munstead Wood (2007)

## Нагороди та відзнаки
- Орден Британської імперії (OBE) (2007)
- Королівська Вікторіанська медаль (Royal Victorian Medal)
- Множинні медалі та нагороди на Chelsea Flower Show